# Petroquímica de Venezuela
Petroquímica de Venezuela, S.A. (Pequiven) es una empresa del estado venezolano junto con capitales privados, inicio de operaciones en 1958, fue una de las primeras plantas petroquímicas que años después le darían forma al Instituto Venezolano de Petroquímica (IVP; año 1956), adscrita al Ministerio de Minas e Hidrocarburos, a la nueva ley de hidrocarburos de 1943 que da apertura a inversiones en el país, En 1977 nace Pequiven asumiendo las operaciones del Instituto Venezolano de Petroquímica (IVP) y en 1999 quedó bajo el dominio del Ministerio del Poder Popular de Petróleo y Minería, cuyas acciones son exclusiva propiedad de la República Bolivariana de Venezuela. A partir del 2005 es conocida como CORPORACIÓN PETROQUÍMICA DE VENEZUELA S.A
Pequiven propicia la creación de empresas mixtas, estimula el desarrollo agrícola e industrial de las cadenas productivas aguas abajo y fortalece el equilibrio social con alta sensibilidad comunitaria y ecológica. La Industria Petroquímica utiliza el petróleo y el gas natural como materias primas para la obtención de productos químicos, que se clasifican en cinco grandes grupos: plásticos, fibras sintéticas, cauchos sintéticos, detergentes y abonos nitrogenados
La estatal fomenta y desarrolla las actividades petroquímicas a través de diferentes complejos que se ha extendido a nivel nacional e internacional al igual que PDVSA, generalmente las plantas petroquímicas están situadas cercanas a los principales yacimientos de petróleo y gas, con la finalidad de disponer de fácil acceso, es decir, su situación geográfica está determinada por la de sus fuentes de abastecimiento y transporte.

## Historia
La industria petroquímica nace en Venezuela en 1954 con la creación del organismo denominado "Petroquímica Nacional", desde un punto de vista formal, los planes de la industrialización petroquímica en Venezuela comienzan con los decretos presidenciales números 367 y 368, dictados los días 20 y 29 de junio de 1956, respectivamente, por el entonces presidente Marcos Pérez Jiménez.
El decreto N.º 367 del 20 de junio de 1956, “crear con carácter de Instituto Autónomo, a partir de esta fecha el  Instituto Venezolano de Petroquímica (IVP), por el cual estaría adscrito al Ministerio de Minas e Hidrocarburos.”
El decreto N.º 368 se encargó de establecer el Estatuto Orgánico del Instituto Venezolano de Petroquímica, cuyo primer artículo expone que dicho instituto “tendrá por objeto el estudio y desarrollo de industrias destinadas al aprovechamiento de minerales e hidrocarburos, en especial de gas natural.”
Se materializa en 1958 con la construcción de una refinería del Instituto Venezolano de Petroquímica (IVP) ubicada en Morón, estado Carabobo, procesando 2.5 MBD de petróleo dependiente del Ministerio de Minas e Hidrocarburos para esa época, desarrollando un importante mercado interno y externo para sus productos secundarios, sus respectivos volúmenes en toneladas métricas ese año fue de: fertilizantes 229.205, cloro-soda 17.489, explosivos 985 y material para usos en minas 46.421. La industria petroquímica venezolana estaba comenzando.
La decisión de instalar nuevas plantas petroquímicas ya estaba tomada en 1962 como lo demuestra el texto del Segundo Plan de la Nación (1963-1966). Inicialmente se planeaba instalar en Morón el complejo N.º 5, después fue desviado hacia el Estado Zulia.
En 1968 se había iniciado la primera etapa de las cuales presentaba una fase complementaria la infraestructura del Complejo Petroquímico “EL Tablazo” que fue inicialmente concebido para ser desarrollado en tres etapas principales, que unido al complejo de Morón en 1977 transforma al Instituto Venezolano de Petroquímica (I.V.P.) en Petroquímica de Venezuela, S.A.  (PEQUIVEN), más tarde en el año 2005 se llamaría CORPORACIÓN PETROQUÍMICA DE VENEZUELA S.A., ha vivido sucesivas etapas de reestructuración, consolidación y expansión, en la que ha ampliado su campo de operaciones.
El 27 de octubre de 2010 es nombrado Saúl Ameliach presidente de Pequiven. El 5 de abril del 2014 el presidente de Pequiven, Saúl Ameliach, por medio de su cuenta Twitter manifestó su satisfacción por el reinicio de producción de Úrea en la planta del  Complejo Petroquímico Morón  que fue rebautizada con el nombre Complejo Petroquímico Hugo Chávez ubicado en Morón del Estado Carabobo

## Estructura Orgánica
La empresa estatal fomenta y desarrolla las actividades petroquímicas a nivel nacional e internacional a través de complejos industriales instalados a lo largo del Eje Norte – Costero en tres complejos petroquímicos, específicamente en los estados Zulia y en las costas del Océano Pacífico de Colombia.
Nacionales
- Complejo Petroquímico José Antonio Anzoátegui  (Complejo José), Estado Anzoátegui, donde se generan fertilizantes nitrogenados y fosfatados, olefinas y plásticos, así como productos químicos destinados a satisfacer los requerimientos de estos rubros en el mercado nacional, garantizar la soberanía agroalimentaria y el desarrollo industrial y tecnológico.
- Complejo Petroquímico Morón Estado Carabobo.
- Complejo Petroquímico Ana María Campos ( Complejo el Tablazo), Estado Zulia.

Colombia
- Monómeros Colombo-Venezolano (SA) (Monómeros) que está compuesto por el Complejo Petroquímico Libertador Simón Bolívar  ubicada en Barranquilla y el  Complejo Petroquímico Antonio Nariño ubicado en la ciudad de Buenaventura, Colombia.[7]

Desde su materialización en 1977 Pequiven dedicado a la investigación industrialización y comercialización, ha tenido previsto diversificar el uso de materias primas contando con la producción de petróleo al integrar corrientes provenientes de las refinerías nacionales, así como también ampliar su capacidad de producción de olefinas y plásticos, fertilizantes y productos químicos para cubrir la demanda nacional y exportar los excedentes hacia la región.

### Complejo Petroquímico José Antonio Anzoátegui
Esta instalación petroquímica, estaba situada entre las poblaciones de Píritu y Barcelona. Se inauguró el 14 de agosto de 1990, con el fin de impulsar el desarrollo de la petroquímica en el oriente del país y actuar como condominio industrial de las empresas mixtas que operan en el área, mediante el suministro de los servicios básicos necesarios para su operación, tiene una superficie de 740 hectáreas.
En la década de los 90 se crearon dos líneas de producción la de Metanol y Super metanol, en la actualidad que está compuesta por:
- Metanol de Oriente (Metor) empresa fundada en 1992 que producen:
  - Metanol, también conocido como alcohol metílico se emplea como anticongelante, disolvente y combustible. Su fórmula química es CH3OH (CH4O).
  - METIL TERBUTIL ÉTER (MTBE), que es un aditivo para mejorar el octanaje de la gasolina.
  - formaldehído, el cual es usado en la producción de madera artificial (MDF) y UFC 85.
  - producción de tinner, se utiliza en la industria de la pintura
- Supermetanol C.A. (1991) Empresa dedicada a producir 2000 T métricas de metanol de alta pureza a partir del gas metano
- Súper octanos C.A. Empresa fundada en 1987 dedicada para producir Metil-terbutil-éter (MTBE) o aditivo para mejorar el octanaje de la gasolina[9]
- Aguas Industriales de José.
- Fertinitro, Empresa constituida en 1998, opera dos plantas de amoniaco para la producción de fertilizantes[10]

### Complejo Petroquímico Ana María Campos (El Tablazo)
Ubicado en el Tablazo, a orillas de la costa oriental del Lago de Maracaibo del estado Zulia, a pocos kilómetros al norte de Los Puertos de Altagracia, este complejo tiene una capacidad instalada de 3,5 MMTM anual de olefinas, resinas plásticas, vinilos y fertilizantes nitrogenados. Se extiende sobre una superficie de 850 hectáreas las cuales solo utiliza un 60%. Ello se debe a que se ha previsto disponer en el futuro de suficiente espacio tanto para la ampliación de las plantas existentes, como para la realización de nuevos proyectos. Su infraestructura se inició en 1968 y parte del término de su construcción se dio inicio en 1973. Cuenta con tres muelles para sólidos, líquidos y sal y dos muelles adicionales para lanchas (remolcadores) y para descarga de equipos pesados.
En el complejo, a partir del gas natural y la sal, se desarrollan tres líneas de productos cuyos usos y aplicaciones están asociados con la vida diaria de toda la población. Son estos: la planta de gas licuado, la planta de cloro y soda, la planta de fertilizantes (urea y amoniaco) y la planta de plásticos (vinilos I y II), donde elaboran materia prima para la industria nacional del plástico de polipropileno lineal y de alta y baja densidad y de PVC. Sus dos plantas Propilven y Polinter, tienen capacidad instalada de producción de 84.000 y 370.000 toneladas anuales, que van a las fábricas nacionales de envases y bolsas, entre otros productos terminados.
Está compuesta además con algunas otras empresas petroquímicas tales como:
- Polipropileno de Venezuela, S.A. (Propilven SA) constituida en 1.985 cuyo propósito es la producción y comercialización de Polipropileno, (resina termoplástica), Homopolímeros, Copolímeros[12]
- POLIOLEFINAS INTERNACIONALES, C.A. (Polinter) Empresa creada en el año 1998 como resultado de la fusión de las empresas mitas Plásticos del lago, C.A. (Plastilago), Polímeros del Lago C.A. (Polilago) y Resinas Lineales S.A. (Resilin) dedicada a la producción de polietileno de alta y baja densidad y polietilenos lineales (resinas)[13]
- ESTIRENOS DEL ZULIA, C.A. (ESTIZULIA) fabricantes de Poliestireno, Poliestireno de alto impacto, Poliestireno cristal.
- Productora de Alcoholes Hidratados C.A. Pralca[14] que inició operaciones en el año 1973 por iniciativa de Pequiven, para la producción en el país de Óxido de Etileno, Óxido de Propileno y sus derivados.
- Química Venoso CA (QVCA) Empresa sucursal de Venoso de Morón, cuenta con una planta que produce tres cortes de destilación utilizados como materia prima para especialidades químicas[15]
- Produsal CA. Esta empresa empieza en 1999 con una producción de 800 MTM Anual de sal industrial.[16]
- PLÁSTICOS DEL LAGO CA. (PLASTILAGO) La empresa inició operaciones comerciales en enero de 1984. Su planta, ubicada en El Tablazo, es capaz de producir hasta 60.000 TMA de polietileno de alta densidad mediante la polimerización de etileno en forma continua[17]
- POLÍMEROS DEL LAGO C.A. (POLILAGO) constituida el 21 de junio de 1971 e inició sus actividades en octubre de 1976 cuando puso en servicio su planta de polietileno de baja densidad.

El 15 de octubre de 2018 el complejo sufrió un incendio, donde tuvieron que ordenar la evacuación, debido al colapso de uno de los tanques de etileno que permanece presurizado en olefina.

### Complejo Petroquímico Morón
Es el primer complejo petroquímico que en sus inicios en 1956 nace como el Instituto Venezolano de la Petroquímica (I.V.P) organismo autónomo adscrito al Ministerio de Minas e Hidrocarburos según decreto presidencial N. 367 del 26 de junio de 1956, con la producción de cloro, soda, ácido sulfúrico y fertilizantes. Está ubicada en las costas de Morón, Estado Carabobo. En 1965 en el Instituto (I.V.P) se dedica a la manufactura de productos petroquímicos y sus respectivos volúmenes en toneladas métricas ese año fue de: fertilizantes 229.205, cloro-soda 17.489, explosivos 985 y material para usos en minas 46.421. La industria petroquímica venezolana estaba comenzando.
En 1968 se había iniciado la infraestructura del complejo el Tablazo en el Estado Zulia que unido al complejo de Morón, en 1977 formarían Pequiven, En el año 1983 por primera vez en su historia la Industria Petroquímica estatal, generó ganancias que ascendían a 27 millones de bolívares, en 1988 arranca la nueva planta de Ácido Sulfúrico y se amplían los servicios industriales asociados
Actualmente cuenta con una capacidad de producción superior a 1,97 MMTM anual, destina su producción básicamente a la manufactura de urea, sulfato de amonio y fertilizantes complejos granulados.
- Tripoliven CA Empresa constituida en 1972 e inicio operaciones en 1977 su principal actividad la fabricación de polifosfatos de sodio para la industria de detergentes en particular y para la industria química en general. También produce fertilizantes y suplementos para alimentación animal[19]
- Química Venoso CA (QVCA) Empresa fundada en 1966 dedicada a la producción y comercialización de alquilbencenos lineales (LAB) y ramificados (BAB) los cuales son utilizados en la fabricación de detergentes tanto líquidos como sólidos[15]

### Profalca en Falcón
- Profalca, empresa de capital mixto con 50% Pequiven y el 50% Grupo Zuliano inició operaciones en el año 2000 en la ciudad de Punto Fijo con una capacidad instalada de 160,000 TMA gran parte dedicado a la exportación de propileno. Está ubicada adyacente a la Refinería Cardón en el Estado Falcón, dedicada a la separación de Propano - Propileno[20]

### MONÓMEROS COLOMBO-VENEZOLANOS (S.A.)
La empresa Monómeros Colombo-Venezolano (SA) ubicada en Barranquilla, Colombia, (fundada en 1967 con participación inicial del Instituto de Fomento Industrial, IFI, la Empresa Colombiana de Petróleos, ECOPETROL y el Instituto Venezolano de Petroquímica IVP) el 18 de abril de 2006 Pequiven adquirió parte del total de sus acciones de la Empresa Colombiana de Petróleos, ECOPETROL y el Instituto de Fomento Industrial (IFI) quienes vendieron su participación accionaria a su socio venezolano Petroquímica de Venezuela S.A. (Pequiven) y el 21 de diciembre de 2006 Pequiven compró las últimas acciones a la firma holandesa Koninklijke DSM, con esta última transacción la participación de Pequiven completó el 100% del capital con lo cual PDVSA quedó con el mercado de fertilizantes y productos plásticos en la región. Monómeros es la empresa N.º 128 entre la más grande de Colombia, en 2018 obtuvo ingresos operacionales por valor de 295 millones de dólares. Sin embargo ya presentaba problemas en su capacidad de producción que venía trabajando al 10% de su capacidad total. Esta empresa exporta sus productos a más de 50 países.
Monómeros Colombo Venezolanos produce 30.000 toneladas métricas anuales de caprolactama materia prima para la fabricación de Nailon, utilizado para las industrias de confección, redes, autopartes y plásticos industriales. Las filiales de Monómeros son Vanylon (Barranquilla), Ecofértil (Buenaventura), Monómeros International (Islas Vírgenes) y Compass Rose Shipping (Bahamas). Está compuesta con las empresas petroquímicas :
- Complejo Petroquímico Libertador Simón Bolívar  ubicada en Barranquilla, Colombia
- Complejo Petroquímico Antonio Nariño ubicado en la ciudad de Buenaventura, Colombia.

En febrero de 2012 la fábrica de hilazas textiles Vanylon (Barranquilla) fundada en 1960 que producía nailon y poliéster cerró definitivamente tenía un año que dejó de recibir las 8 tm diarias de caprolactama de la empresa proveedora Ecofértil, filial de Monómeros con quien tenía una cuantiosa deuda. Vanylon venía exportando el 15% de su producción a países como México, Perú, Brasil, Ecuador y Honduras, sus problemas empezaron en agosto de 2011 cuando solicitó un cese temporal de su producción por falta de esta materia prima.
El 23 de mayo de 2019 el presidente de la Asamblea Nacional toma el control de la empresa y designa nuevos integrantes en la junta directiva para desbloquear las sanciones que reciben los representantes del régimen venezolano, El presidente interino Juan Guaidó, en compañía de la Asamblea Nacional y el Tribunal Supremo de Justicia en Exilio, tomó posesión de Monómeros y nombra junta directiva como parte de un Plan País para acabar con la crisis que produjo el gobierno de Maduro, se le da retorno al antiguo gerente Jon Mirena Bilbao, venezolano que estuvo en la lista de los 111 gerentes que fueron expulsados entre noviembre de 2002 y abril de 2003 en Pdvsa, además nombró como integrantes de la Junta directiva a Carmen Elisa Hernández de Castro, José Alberto De Antonio Cabre, José Ignacio Álvarez González, y el colombiano Yadid Jalaff Reyes. Como suplentes, fueron nombrados Tom Delfino, Freddy Goerke, Jorge Yánez, Mireya Ripanti, Ceimi Dayana Martínes Budez, todos extrabajadores de Petróleos de Venezuela S.A. (Pdvsa). El 29 de noviembre un informe preliminar descubrió que la empresa otorgaba mensualmente 320 mil dólares por concepto de alquiler de aeronaves para usos distintos a sus funciones, otra situación irregular fue la contratación de servicios sin la licitación, alquiler y venta de bienes de manera irregular y sin ningún tipo de control

## Presidentes
- César Alberto Salazar (Ago 2019 - Sep 2020)[26]
- Pedro Tellechea (Sep 2020 - Ago 2023)[27]
- Ninoska La Concha (29/08/2023 - 13/09/2024)[28]
- Mauricio Cervando Herrera Torres (13/09/2024 - 5/01/2025 )[29][30]
- Román Maniglia Darwich (Ene 2025 - actual)[1]

## Investigación y Desarrollo
La Corporación a continuado con su primer principio, la investigación a través de la empresa Indesca (Investigación y Desarrollo C.A.), iniciada en 1982 que construyó su actual sede dentro del complejo Petroquímico Ana María Campos que da asesoría y soporte técnico a la industria petroquímica nacional en diferentes áreas de investigación para el desarrollo intelectual y tecnológico de la Corporación.

## Comercialización
Es tan variada la gama de productos básicos para otras industrias y su internacionalización que ha requerido de empresas para esta labor estas son:
- Copequim
- Coramer
- IPHL (International Petrochemical Holding Limited).

## Exportaciones
La producción de productos petroquímicos han aumentado con respecto a 2020, en enero de 2023 se exportó 727.000 toneladas métricas de petroquímicos y subproductos, durante mayo de 2023 se exportó 609.000 toneladas métricas de petroquímicos y subproductos